# Diacyclops incolotaenia
Diacyclops incolotaenia – gatunek widłonoga z rodziny Cyclopidae. Opisała go w 1950 roku rosyjska (radziecka) zoolog Galina Fiodorowna Maziepowa, nadając mu nazwę Acanthocyclops incolotaenia. Miejsce typowe to jezioro Bajkał.